# Škoda Winnetou
Škoda Winnetou (také Škoda 990 Winnetou) byl prototyp sportovního automobilu s motorem vzadu a pohonem zadních kol. Byl to dvoumístný roadster na podvozku Škody 1000 MBX s laminátovou karosérií na ocelovém rámu a plátěnou střechou. Představený byl švýcarským importérem škodovek A. P. Glättli AG z Dietlikonu v březnu 1967 na Ženevské Motor Show a hned v dubnu téhož roku putoval do Československa na testování. Měl se prodávat i v západní Evropě za 7900 švýcarských franků, což byla nízká cena oproti konkurenci. Během testů se však zjistilo, že byl špatně konstrukčně řešený a k výrobě nikdy nedošlo. Vyroben tak byl jen jeden prototyp, který je údajně v rukou nizozemského soukromého majitele.

## Technické údaje
- Rozvor: 2400 mm
- Rozměry: 3848 × 1600 × 1250 mm
- Hmotnost: 590 kg
- Motor: řadový čtyřválec OHV, dva karburátory Jikov
- Zdvihový objem: 988 cm³
- Výkon: 38 kW (52 koní) při 5000 ot/min
- Maximální rychlost: 126 km/h
- Zrychlení z 0 na 100 km/h: 30,2 s
- Spotřeba paliva: 8,4 l/100 km
- Převodovka: čtyřstupňová